# National Technical Institute for the Deaf
L'université National Technical Institute for the Deaf, dont le nom est couramment abrégé en NTID, est une institution pour sourds, fondée en 1965 à Rochester à New York aux États-Unis.

## Histoire
L'Institut de technologie de Rochester est choisi pour accueillir le collège pour les sourds, un de neuf campus devient National Technical Institute for the Deaf pour enseigner la technologie aux sourds. L'école accueille les étudiants sourds en 1968.
Le 16 octobre 1992, l'université National Technical Institute for the Deaf et l'Université technique de Tsukuba ont signé un accord d'échange.

## Partenaire
- Université technique de Tsukuba

## Personnalités connues
- Sean Forbes